# Articulació esternocostal
Les articulacions esternocostals
també conegudes com a articulacions condroesternals (o articulacions costosternals) són  articulacions sinovials del cartílag costal que uneixen les costelles amb l'estern, a excepció de la primera, que és una sincondrosi ja que el cartílag està unit directament amb l'estern. Els lligaments que els connecten són:
- Càpsules articulars
- Lligament esternocostal interticular
- Lligaments esternocòstics
- Lligaments de costoxifoides